# Новая Задоровка
Но́вая Задо́ровка (тат. Яңа Задур) — деревня в Дрожжановском районе Республики Татарстан, в составе Алешкин-Саплыкского сельского поселения.

## География
Деревня находится на границе с Ульяновской областью, в 6 км к востоку от села Старое Дрожжаное.

## История
Деревня известна с XVIII века.
В XVIII – первой половине XIX века жители относились к категории государственных крестьян, выполняли лашманную повинность. Их основные занятия в этот период – земледелие и скотоводство, были распространены валяльно-войлочный и сапожный промыслы.
В «Списке населенных мест по сведениям 1859 года», изданном в 1863 году, населённый пункт упомянут как лашманская деревня Новая Задоровка 1-го стана Буинского уезда Симбирской губернии. Располагалась при речке Задоровке, на торговой дороге в село Астрадамовку Алатырского уезда, в 55 верстах от уездного города Буинска и в 18 верстах от становой квартиры во владельческой деревне Малая Цыльна. В деревне в 36 дворах жили 426 человек (206 мужчин и 220 женщин). Была мечеть.
В начале XX века в деревне функционировали мечеть, русско-татарская школа. В этот период земельный надел сельской общины составлял 868,1 десятины.
В 1930 году в деревне организован колхоз «Ирек тан», с 2015 года земли деревни в хозяйственном управлении ООО «Агрофирма им. П.В.Дементьева».
До 1920 года деревня входила в Дрожжановскую волость Буинского уезда Симбирской губернии. С 1920 года в составе Буинского кантона ТАССР. С 10 августа 1930 года в Дрожжановском, с 1 февраля 1963 года в Буинском, с 30 декабря 1966 года в Дрожжановском районах.

## Население
| 1859 | 1897 | 1913 | 1920 | 1926 | 1938 | 1949 | 1958 | 1970 | 1979 | 1989 | 2002 | 2010 | 2018 |
| ---- | ---- | ---- | ---- | ---- | ---- | ---- | ---- | ---- | ---- | ---- | ---- | ---- | ---- |
| 426  | 492  | 860  | 715  | 649  | 698  | 517  | 405  | 260  | 185  | 105  | 73   | 49   | 34   |

Национальный состав села: татары.

## Экономика
Население в основном занимается полеводством.